# Evangelische Kirche Battenhausen

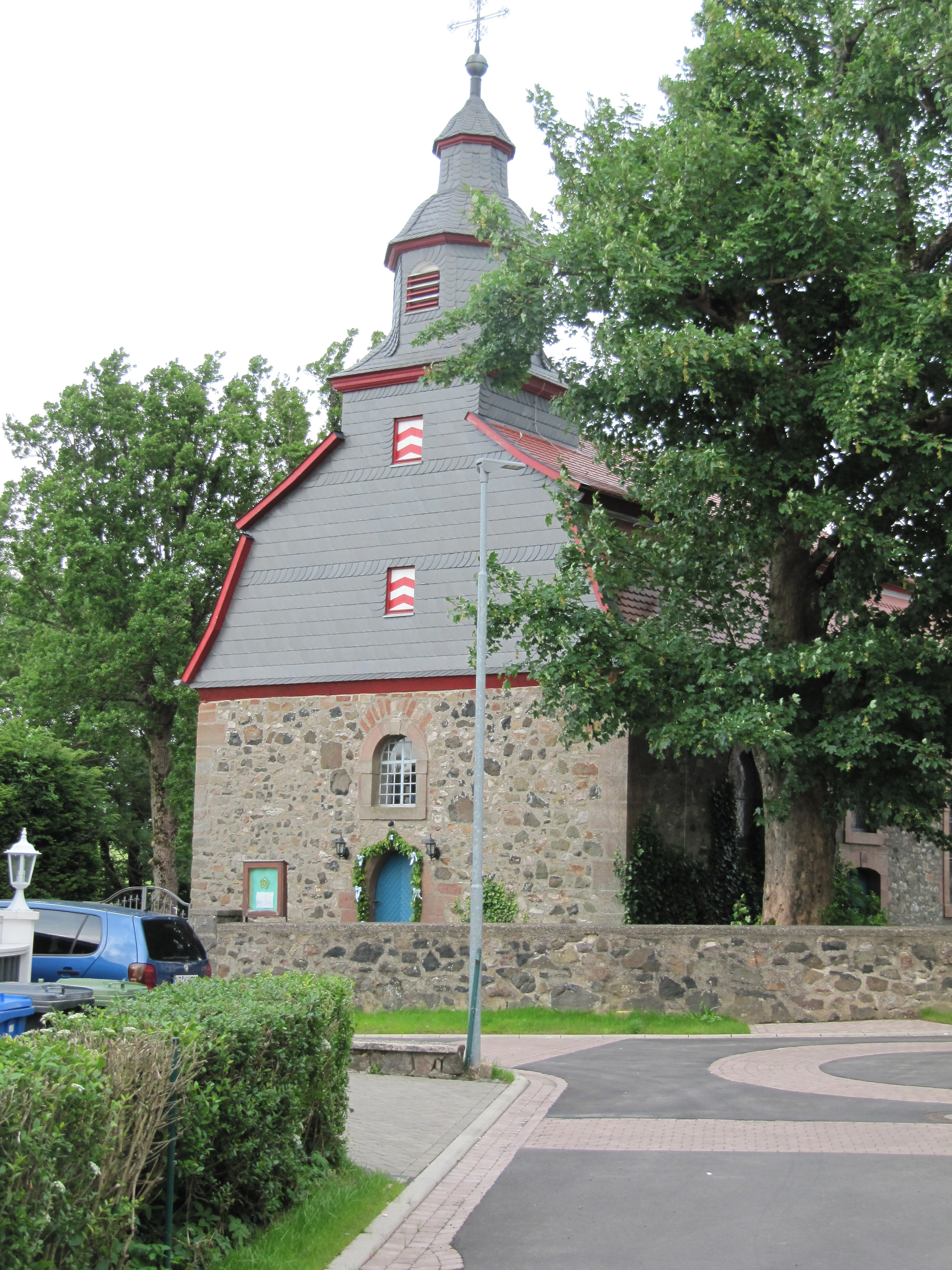
Evangelische Kirche Battenhausen

Die evangelische Kirche ist ein denkmalgeschütztes Kirchengebäude in Battenhausen, einem Ortsteil der Gemeinde Haina (Kloster) im Landkreis Waldeck-Frankenberg (Hessen). Sie gehört zur Kirchengemeinde Hohes Lohr im Kirchenkreis Eder im Sprengel Marburg der Evangelischen Kirche von Kurhessen-Waldeck.
Das Gebäude wurde unter Verwendung von gotischem Mauerwerk eines Vorgängerbaus von 1779 bis 1786 als schlichter Saalbau mit Mansarddach und einem Giebeldachreiter errichtet. Das Holzgewölbe im Innenraum ist verputzt, die Emporen sind in L-Form gehalten.
Die Pfarrstände und die Kanzel stammen aus der Bauzeit der Kirche. Das große Altarbild zeigt die Ölbergszene, es wurde 1925 von J. Schneider nach der Vorlage eines barocken Gemäldes kopiert. Die Orgel wurde 1904 von der Werkstatt E. Voigt eingebaut. Das Epitaph unter der Nordempore wurde im 17. Jahrhundert mit dem Brustbild des Verstorbenen angefertigt. Ein kleines gusseisernes Grabmal von 1701 steht unter der Orgelempore.